# Бродове (Воронезька область)
Бродове (рос. Бродовое) — село в Аннинському районі Воронезької області Російської Федерації.
Населення становить 1228 осіб (2018). Входить до складу муніципального утворення Бродовське сільське поселення.

## Історія
Населений пункт розташований у історичному регіоні Чорнозем'я. Від 1928 року належить до Аннинського району, спочатку в складі Центрально-Чорноземної області, а від 1934 року — Воронезької області.
Згідно із законом від 15 жовтня 2004 року входить до складу муніципального утворення Бродовське сільське поселення.

## Населення
| 2000  | 2005  | 2010  | 2012  | 2013  | 2014  | 2015  |
| ----- | ----- | ----- | ----- | ----- | ----- | ----- |
| 1472  | ↘1443 | ↘1337 | ↘1288 | ↘1256 | ↘1229 | ↗1234 |
| 2016  | 2017  | 2018  |       |       |       |       |
| ↘1214 | ↗1231 | ↘1228 |       |       |       |       |